# Lee Na-young
 (avril 2021).
La mise en forme du texte ne suit pas les recommandations de Wikipédia : il faut le « wikifier ».
Les points d'amélioration suivants sont les cas les plus fréquents. Le détail des points à revoir est peut-être précisé sur la page de discussion.
- Les titres sont pré-formatés par le logiciel. Ils ne sont ni en capitales, ni en gras.
- Le texte ne doit pas être écrit en capitales (les noms de famille non plus), ni en gras, ni en italique, ni en « petit »…
- Le gras n'est utilisé que pour surligner le titre de l'article dans l'introduction, une seule fois.
- L'italique est rarement utilisé : mots en langue étrangère, titres d'œuvres, noms de bateaux, etc.
- Les citations ne sont pas en italique mais en corps de texte normal. Elles sont entourées par des guillemets français : « et ».
- Les listes à puces sont à éviter, des paragraphes rédigés étant largement préférés. Les tableaux sont à réserver à la présentation de données structurées (résultats, etc.).
- Les appels de note de bas de page (petits chiffres en exposant, introduits par l'outil «  Source ») sont à placer entre la fin de phrase et le point final[comme ça].
- Les liens internes (vers d'autres articles de Wikipédia) sont à choisir avec parcimonie. Créez des liens vers des articles approfondissant le sujet. Les termes génériques sans rapport avec le sujet sont à éviter, ainsi que les répétitions de liens vers un même terme.
- Les liens externes sont à placer uniquement dans une section « Liens externes », à la fin de l'article. Ces liens sont à choisir avec parcimonie suivant les règles définies. Si un lien sert de source à l'article, son insertion dans le texte est à faire par les notes de bas de page.
- La présentation des références doit suivre les conventions bibliographiques. Il est recommandé d'utiliser les modèles {{Ouvrage}}, {{Chapitre}}, {{Article}}, {{Lien web}} et/ou {{Bibliographie}}. Le mode d'édition visuel peut mettre en forme automatiquement les références.
- Insérer une infobox (cadre d'informations à droite) n'est pas obligatoire pour parachever la mise en page.

Pour une aide détaillée, merci de consulter Aide:Wikification.
Si vous pensez que ces points ont été résolus, vous pouvez retirer ce bandeau et améliorer la mise en forme d'un autre article.
Dans ce nom coréen, le nom de famille, Lee, précède le nom personnel.
Lee Na-young (hangeul: 이나영) est une actrice sud-coréenne. Elle est principalement connue pour ses rôles dans les séries télévisées Ruler of Your Own World (2002), Ireland (2004) et Romance Is a Bonus Book (2019) ainsi que pour les films Someone Special (2004) et Maundy Thursday (2006). Lee Na-young est également connue pour ses apparitions dans de nombreuses publicités .

## Carrière
Lee Na-young commence sa carrière de mannequin en 1998, dans une publicité télévisée pour Jambangee Jeans, puis fait ses débuts d'actrice la même année . Après des seconds rôles dans les kdrama Did We Really Love?, KAIST et Queen en 1999 , Lee joue en 2001 dans le film d'action de science-fiction  Dream of A Warrior, aux côtés de Leon Lai. Les critiques du film furent assez mitigées . 
Elle apparaît la même année dans le clip de "Catherine's Wheel" du groupe de Britpop Rialto,.
Na-young devient célèbre en 2002 avec la série Ruler of Your Own World, acclamée par la critique. Elle y incarne une musicienne de rock indépendant qui tombe amoureuse d'un escroc en phase terminale. Les critiques soulignent le jeu réaliste et nuancé de Na-young et des autres acteurs. En 2004, elle retrouve In Jung-Ok, le scénariste de Ruler of Your Own World, dans Ireland, un drame sur une adoptée coréenne qui se rend dans son pays d'origine. L'accueil est toutefois moins positif.
Au cours de cette période, Na-young devient l'une des mannequins commerciaux les mieux classés et les mieux payés, devenant le visage de nombreux produits tels que des cosmétiques (notamment pour Laneige et Lancôme), de l'électronique, des marques de vêtements, des boissons, de l'alimentation, des télécommunications et des entreprises de construction,,. Elle est considérée comme ayant l'un des visages les plus beaux et idéalisés de Corée du Sud. Na-young devient plus tard la première Coréenne à apparaître sur la couverture du magazine de mode W Korea, pour son numéro de novembre 2009.
Son personnage glamour et élégant dans les publicités s'oppose à son image dans les films, Lee Na-young choisissant d'interpréter des femmes maladroites et excentriques . En 2002, elle joue un personnage introverti dans la cyber-romance Who Are You?, similaire à son rôle dans Ruler of Your Own World ,,. Na-young joue ensuite une fonctionnaire excentrique dans la comédie de Kim Sung-su Please Teach Me English (2003) et la harceleuse inoffensive d'un joueur de baseball en difficulté dans la comédie romantique Someone Special (2004) de Jang Jin ,. Elle remporte plusieurs prix pour la meilleure actrice pour Someone Special, notamment des prestigieux Blue Dragon Film Awards .
L'actrice est de nouveau acclamée en 2006, cette fois pour ses talents d'interprétation dans Maundy Thursday, l'adaptation cinématographique par Song Hae-sung du roman Nos jours heureux écrit par Gong Ji-young, racontant l'histoire d'une victime de viol suicidaire qui développe un lien étroit avec un détenu dans le couloir de la mort. Elle joue ensuite en 2008 dans le film Dream de Kim Ki-duk, où elle incarne une somnambule émotionnellement tourmentée. Au cours du tournage, elle frôle la mort en filmant une scène où son personnage se pend.
En 2010, Na-young tient le rôle principal dans Lady Daddy, en incarnant une femme trans photographe dont la vie est perturbée par l'arrivée soudaine d'un jeune garçon qui prétend qu'elle est son père biologique,,. Pour promouvoir le film, elle fait une apparition dans la sitcom High Kick Through the Roof ,. Lee reparaît à la télévision avec la série d'action-mystère à gros budget The Fugitive: Plan B, dans laquelle elle interprète ses propres scènes d'action, sans cascadeur,.
Lorsque le contrat de Lee avec l'agence de talents KeyEast expire en 2011 (elle avait signé avec KeyEast en 2006, et avec l'agence William Morris en 2009), elle rejoint Eden 9 Entertainment,,. En 2012, elle joue dans le thriller à suspense Morsures de Yoo Ha, où un inspecteur de police (joué par Song Kang-ho) fait équipe avec une nouvelle recrue, incarnée par Lee, afin de résoudre une série de meurtres impliquant un mystérieux chien-loup ,,.
En 2013, Lee fait une apparition mineure dans le film japonais en deux parties SPEC: Close . Elle incarne par la suite une actrice ayant une liaison secrète avec un perchman dans Sad Scene ; il figurait parmi les trois courts métrages du film à sketches Woman, Man commandé par W Korea pour son 10e anniversaire en 2015.
En 2018, Lee fait son retour au grand écran dans le drame Beautiful Days, sur l'histoire d'un transfuge nord-coréen, diffusé pour la première fois au 23e Festival international du film de Busan ,,.
En 2019, Lee reparaît au petit écran après neuf ans d'absence, en jouant dans la comédie dramatique Romance Is a Bonus Book aux côtés de Lee Jong-suk ,,. Elle y incarne un des personnages principaux, Kang Dan-yi, qui est une nouvelle employée temporaire d'une maison d'édition.

## Vie privée
Lee Na-young épouse l'acteur Won Bin le 30 mai 2015 lors d'une petite cérémonie privée dans la ville natale de Won Bin, dans le district de Jeongseon, province de Gangwon en Corée du Sud,,,,. Le couple appartient à la même agence artistique Eden 9 et aurait commencé à sortir ensemble en août 2012 (bien qu'Eden 9 n'ait confirmé la relation qu'en juillet 2013),,,. Un communiqué de presse d'Eden 9 du 19 décembre 2015 annonce que Lee a donné naissance au premier enfant du couple, un fils,,,.

## Filmographie

### Films
| Année | Titre                   | Rôle          | Remarques            |
| ----- | ----------------------- | ------------- | -------------------- |
| 1999  | Eiji                    | Mae-hwa       | Film japonais        |
| 2001  | Dream of A Warrior      | Shosho        |                      |
| 2002  | Who Are You ?           | Seo In-Joo    |                      |
| 2003  | Please Teach Me English | Na Young-ju   |                      |
| 2004  | Someone Special         | Han Yi-yeon   |                      |
| 2004  | Sweet Home              |               | court métrage        |
| 2004  | Leaving Me, Loving You  | (caméo)       | Film hongkongais     |
| 2006  | Maundy Thursday         | Lune Yu-jeong |                      |
| 2008  | Dream                   | Ran           |                      |
| 2010  | Lady Daddy              | Ji-hyeon      |                      |
| 2012  | Morsures (film, 2012)   | Cha Eun-young |                      |
| 2013  | SPEC: Close             |               | Film japonais        |
| 2015  | Woman, Man              |               | segment: "Sad Scene" |
| 2018  | Beautiful Days          | Mère          |                      |

### Séries télévisées
| Année | Titre                                       | Rôle                              | Réseau | Remarques |
| ----- | ------------------------------------------- | --------------------------------- | ------ | --------- |
| 1998  | One Day Suddenly                            | So-hee, un fantôme (petit rôle)   | SBS    |           |
| 1998  | Three Guys and Three Girls                  | (petit rôle)                      | MBC    |           |
| 1998  | MBC Best Theater : "What Was I To You?"     |                                   | MBC    |           |
| 1999  | KAIST                                       |                                   | SBS    |           |
| 1999  | Did We Really Love?                         | Kang Jae-young                    | MBC    |           |
| 1999  | MBC Best Theater : "Goodbye Audrey Hepburn" |                                   | MBC    |           |
| 1999  | Queen                                       | Oh Soon-jung                      | SBS    |           |
| 1999  | Magic Castle                                | Hong Yoon-hee                     | KBS2   | [ 59 ]    |
| 1999  | Love Story "Message"                        | So-young                          | SBS    | [ 60 ]    |
| 2000  | Cool Friends                                | Le rédacteur en chef Lee Na-young | KBS2   | [ 61 ]    |
| 2002  | Ruler of Your Own World                     | Jeon Kyung                        | MBC    |           |
| 2004  | Ireland                                     | Lee Joong-ah                      | MBC    |           |
| 2009  | High Kick Through the Roof                  | Lee Na-bong (invitée, épisode 85) | MBC    |           |
| 2010  | The Fugitive: Plan B                        | Jini                              | KBS2   |           |
| 2019  | Romance Is A Bonus Book                     | Kang Dan-yi                       | tvN    |           |

### Apparitions dans des clips vidéos
| An   | Titre de la chanson      | Artiste                         |
| ---- | ------------------------ | ------------------------------- |
| 1998 | "Kiss Me"                | Park Jin-young                  |
| 1998 | "The Last Lie"           | Yoon Sang                       |
| 1998 | "Miracle"                | Kim Dong-ryool feat. Lee So-eun |
| 2000 | "Only You Wouldn't Know" | As One                          |
| 2000 | "My Love"                | Im Chang-jung                   |
| 2001 | "Catherine's Wheel"      | Rialto                          |
| 2001 | "Goodbye, My Love"       | Jo Sung-mo                      |
| 2006 | "Eternal Love"           | Lee Seung-chul                  |

## Récompenses et nominations
| Année | Récompense                                              | Catégorie                                       | Œuvre nommée            | Résultat   | Ref.   |
| ----- | ------------------------------------------------------- | ----------------------------------------------- | ----------------------- | ---------- | ------ |
| 2002  | MBC Drama Awards                                        | Excellence Award, Actress in a Miniseries       | Ruler of Your Own World | Lauréat    | [ 62 ] |
| 2003  | 39th Baeksang Arts Awards                               | Best Actress (TV)                               | Ruler of Your Own World | Nomination |        |
| 2004  | 25th Blue Dragon Film Awards                            | Best Leading Actress                            | Someone Special         | Lauréat    |        |
| 2004  | 12th Chunsa Film Art Awards                             | Best Actress                                    | Someone Special         | Lauréat    | [ 63 ] |
| 2004  | 5th Women in Film Korea Awards                          | Best Actress                                    | Someone Special         | Lauréat    | [ 64 ] |
| 2004  | MBC Drama Awards                                        | Top Excellence Award, Actress                   | Ireland                 | Nomination |        |
| 2004  | MBC Drama Awards                                        | Popularity Award, Actress                       | Ireland                 | Lauréat    | [ 65 ] |
| 2006  | 6th Korea Advertisers Association                       | Good Model Award                                |                         | Lauréat    | [ 66 ] |
| 2006  | 27th Blue Dragon Film Awards                            | Best Leading Actress                            | Maundy Thursday         | Nomination |        |
| 2007  | 1st Korea Broadcast Advertising Festival - Model Awards | Best Partner Award                              |                         | Lauréat    | [ 67 ] |
| 2007  | 41st Taxpayer's Day                                     | Prime Minister's Commendation                   |                         | Lauréat    | [ 68 ] |
| 2010  | KBS Drama Awards                                        | Excellence Award, Actress in a Mid-length Drama | The Fugitive: Plan B    | Nomination |        |